# Daughter (película de 2016)
Daughter es una película dramática iraní de 2016 dirigida por Reza Mirkarimi. Fue presentada en el Festival Internacional de Cine de Moscú y en el Festival Internacional de Cine de la India en 2016, donde ganó el premio Golden Peacock a la mejor película.

## Sinopsis
La historia muestra el Irán moderno, en el que el llamado a la libertad y la independencia entre las mujeres es más fuerte que nunca. También pone de relieve el marcado contraste del comportamiento social entre las ciudades desarrolladas, como Teherán, y las zonas rurales. La película presenta al padre de Setare como un estereotipo del padre iraní, que es a la vez amable y estricto, la madre, una mujer sentimental que tiene el papel de explicar la dura sobreprotección del padre a la hija, y la hija que es como una leona encadenada, sedienta de libertad.

## Reparto
- Farhad Aslani
- Merila Zare'i
- Mahoor Alvand
- Shahrokh Foroutanian
- Ghorban Nadjafi